# Der Preis ist heiß
Der Preis ist heiß ist eine deutsche Spielshow, die zunächst von 1989 bis Ende 1992 im RTL-Nachmittagsprogramm werktags um 17 Uhr, und danach bis Mitte 1997 um 10:30 Uhr beziehungsweise kurz darauf um 11 Uhr gezeigt wurde. Sie war die erste ihrer Art im deutschen Fernsehen. Es handelt sich um eine Adaption des US-amerikanischen Originals The Price is Right, welche dort bereits seit 1956 produziert wurde.
2022/23 wurde eine Neuauflage im Primetime-Programm von RTL, seit 2024 bei RTL Zwei ausgestrahlt.

## Geschichte
In den ersten acht Jahren Sendezeit der deutschen Fassung wurden insgesamt 1873 Folgen produziert, die RTL montags bis freitags ausstrahlte, stellenweise gab es auch Wochenendausgaben. Moderator war der Niederländer Harry Wijnvoord, „Preis-Ansager“ im Hintergrund (bis auf wenige Ausnahmen zuständig für die Produktbeschreibung) war Walter Freiwald. Der Vorspann begann mit Walter Freiwalds einleitenden Worten, „Und hier ist sie wieder, die Show der fantastischen Preise. Seien Sie mit dabei, wenn es wieder heißt: Der Preis ist heiß!“ Im Abspann war anfangs der eindringliche Spruch „Sie sahen ein Talbot-Telespiel!“ zu sehen.
Diese Ausgabe der Sendung wurde letztlich aufgrund zu hoher Produktionskosten und eines immer älter werdenden Publikums eingestellt.

## Konzept
Die Sendung besteht aus drei Spielrunden.
In der ersten Runde haben die Kandidaten die Aufgabe, den Handelspreis ihnen gezeigter Haushaltsprodukte möglichst genau zu schätzen, ohne dabei jedoch den korrekten Preis zu überbieten.
Wer in dieser Vorrunde gewinnt, erhält das jeweilige Produkt und darf in der nächsten Runde in einem der Preis-Spiele um einen höheren Gewinn spielen.
Von diesen Preis-Spielen gab es bisher über 40 Stück.
Nach den Preis-Spielen läutet „Das Rad“ die letzte Runde ein, das vom Sprecher stets in einem ernsten Tonfall mit den Worten „Meine Damen und Herren… das Rad!“ angekündigt wird. Die Gewinner der Preis-Spiele müssen ein Glücksrad drehen; die beiden Kandidaten, die dabei den höchsten Punktwert erdrehen, erreichen das Finale und spielen um den „Superpreis“. Dieser besteht aus zahlreichen Einzelprodukten, deren Gesamtpreis die Kandidaten wie in der Vorrunde möglichst genau zu schätzen haben. Auch hier führt ein Überbieten zum Ausscheiden. Der Gesamtwert des „Superpreis“-Artikels bewegte sich während der Erstauflage in der Regel zwischen 10.000 und 50.000 DM, konnte aber in seltenen Fällen auch 200.000 DM übersteigen.

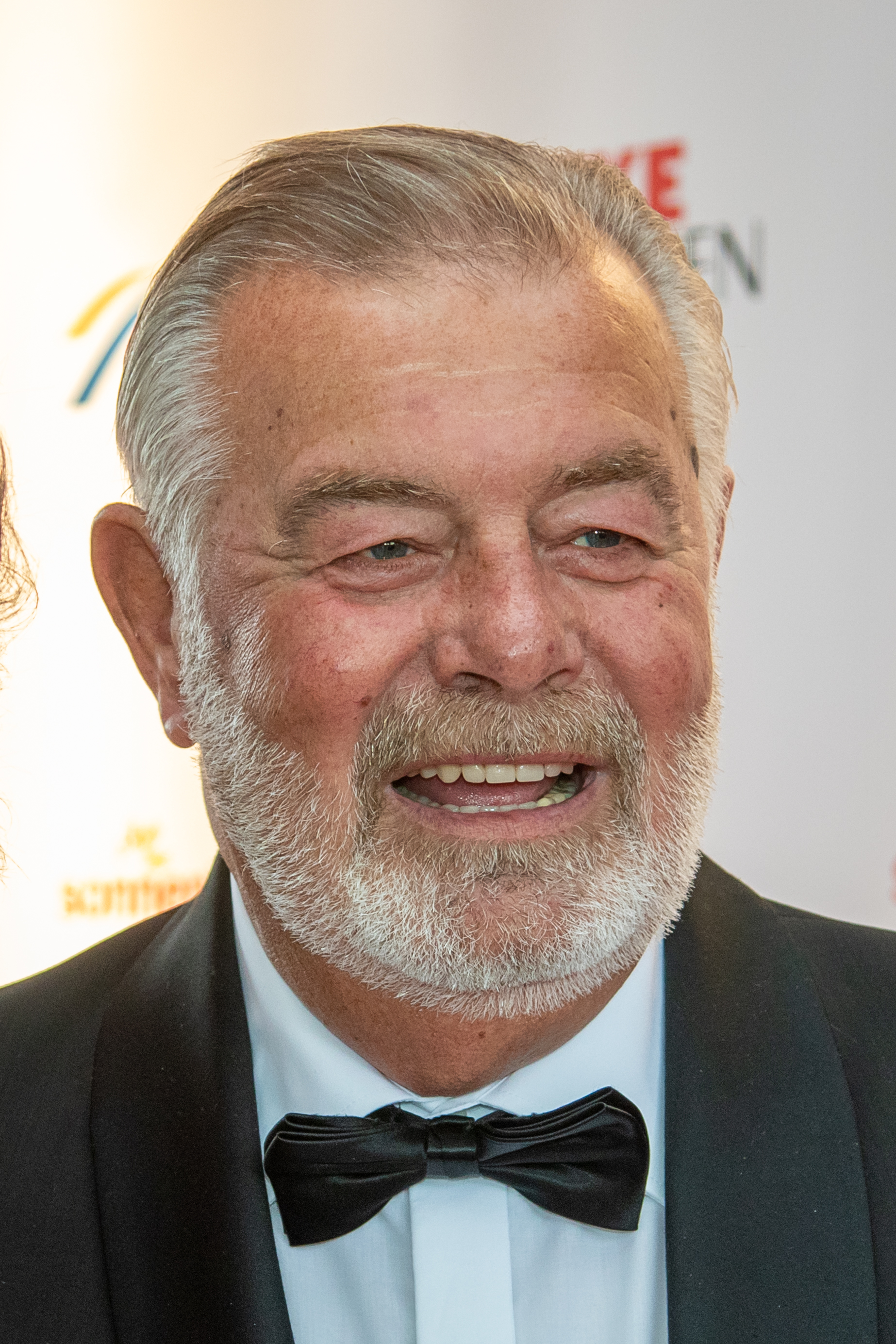
Moderator Harry Wijnvoord (2021)

### Preisspiele (Auswahl)
- 3 Nieten (3 Strikes)
- 5 Richtige (Switcheroo)
- Absturz (Cliff Hangers), mit der Figur „Kraxlhuber“
- Alle Neune (Le Bowling)
- Einkaufen (Grocery Game)
- Einlochen / Zweilochen (Hole in One or Two)
- Geben Oder Nehmen (Give or Keep)
- Glücksstrasse (Golden Road)
- Heißer Draht (Phone Home Game)
- Kreditkartenspiel (Credit Card)
- Lauf & Tausch (Race Game)
- Magic Number
- Mehr oder Weniger (Clock Game)
- Muschelspiel (Shell Game)
- Nimm Zwei (Take Two)
- Panzerknacker (Safe Crackers)
- Pfadfinder (Pathfinder)
- Plinko
- Preisboxen (Punch a Bunch)
- Preisexperte (Check Out)
- Preisleiter (Trader Bob)
- Preislotto (Any Number)
- Preispuzzle (Money Game)
- Preistipp (Double Prices)
- Reisespiel (Spelling Bee)
- Schaufenster
- Schleuderpreis (Danger Price)
- Schrumpfpreis (Squeeze Play)
- Such das Paar (Pick a Pair)
- Switch
- Tic Tac Toe (Secret X)
- Traumschloss (Master Key)
- Die Verflixte Sieben (Lucky Seven)
- Vier mal die Null (Grand Game)
- Volltreffer (On The Nose)
- Wahlpreis (One Right Price)
- Wer den Pfennig nicht ehrt (Hi-Lo)
- Wer wagt, gewinnt! (More or Less)
- Würfelspiel (Dice Game)

## Rechtliche Auseinandersetzung über die parodistische Verwendung von Sendungsausschnitten
In einem Urheberrechtsverfahren gegen die Ausstrahlung einer – mit Originalvideoausschnitten vermengten – Parodie auf die Sendung stellte der Bundesgerichtshof am 13. April 2000 fest, dass der Klägerin wegen der Verwendung von Ausschnitten aus der Fernsehshow keine Ansprüche aus dem Urheberrecht auf Unterlassung und Schadensersatz zustehen.
Die am 26. April 1994 gesendete Folge dieser Show bewarb in einer Spielszene ein Blasenstärkungsmittel. In Kalkofes Mattscheibe wurde diese Szene nach Ansicht des Gerichts „in grob satirische[r], subjektiv einseitige[r] und gewollt herabsetzende[r] Art und Weise“ wiedergegeben. Diese Vorgehensweise, Originalausschnitte zu verwenden, um „die ganze Show ‚Der Preis ist heiß‘ mit beißendem Spott zu überziehen“, ist gemäß BGH aber durch die Rundfunkfreiheit gedeckt.

## Trivia
Der Publikums-Warm-Upper Christian Oberfuchshuber spielt in den Neuauflagen 2017 und seit 2022 stets eine Gastrolle bei der Präsentation des Superpreises.
Das Konzept wurde mitsamt Studiogestaltung und Kultsprüchen in der ProSieben-Gameshow Gameshow-Marathon für eine Folge übernommen. Harry Wijnvoord hatte am Anfang der Sendung einen kurzen Gastauftritt.
Thorsten Schorn war 1997 auf Veranlassung von Walter Freiwald für das Warm-Up des Studiopublikums verantwortlich. In den Neuauflagen 2017 und seit 2022 übernimmt er Freiwalds Rolle.
1983 sendete das ZDF ein Preisratequiz unter dem Titel Das Geld liegt auf der Straße mit dem Moderator Christian Simon. Es wurde nur eine Episode produziert, die in einer von Hans Rosenthal veranlassten Reihe von Testsendungen verschiedener Fernsehratespiele lief.

## Neuauflagen
Im Sommer 2009 wurden Spekulationen über eine Wiederaufnahme der Produktion der Sendung laut, welche angeblich 2010 stattfinden sollte. Das Produktionsunternehmen Grundy Light Entertainment stellte jedoch klar, dass für das Format keine Pilotfolge geplant sei und es auch noch keinen Sender gäbe, der eine Neuauflage kaufen würde. Es sei üblich im Hintergrund an diversen Formaten zu arbeiten, konkretere Pläne gäbe es jedoch keine.
Am 31. Mai 2010 startete Harry Wijnvoord die Petition „Holt Der Preis ist heiß zurück!“. Dabei rief er alle Fans auf, ein Comeback seiner „Kult-Show“ zu unterstützen, indem man die Petition an die deutschen TV-Sender unterzeichnet und gegebenenfalls für weitere Unterzeichner wirbt. Die Aktion hatte keinen Erfolg und die zugehörige Webseite wurde inzwischen eingestellt.
Der Fernsehsender RTLup strahlte ab dem 9. Oktober 2017 die ca. 50-minütige Sendung montags bis freitags um 17:45 Uhr aus. Die Moderation übernahm Wolfram Kons, Co-Moderator war Thorsten Schorn. Die Sendung wurde 2018 wieder eingestellt.
Ende Januar 2022 wurde die Planung einer weiteren Neuauflage bei RTL bekannt, diesmal bestehend aus drei Folgen à 90 Minuten. Gemeinsam mit Thorsten Schorn übernimmt wieder Harry Wijnvoord die Moderation, und auch die Models Ines Völker und Alexandra Drehsen aus den 1990er Jahren sowie Pascal Mittmann und Marcella de Souza aus der Neuauflage 2017 schlüpfen erneut in ihre Rollen. Carla Silva und Marius Blechstein sind neu dabei. Christian Oberfuchshuber ist ebenfalls wieder für das Warm-Up verantwortlich und hat Cameo-Auftritte während der Präsentation des Superpreises. Während der Werbepause am 13. April 2022 für Die Passion wurde Der Preis ist heiß für Mittwoch, den 4. Mai 2022 um 20:15 angekündigt, eine weitere Folge lief am 8. Juni 2022. Die dritte Folge der ersten Staffel wurde am 7. Dezember ausgestrahlt. Die zweite Staffel beinhaltete 6 Folgen, wovon die erste bereits am 9. November 2022 ausgestrahlt wurde, die restlichen im Juni und Juli 2023 sowie im Mai 2024. Das Studiodesign von 2017 sowie die klassischen Spiele sind erhalten geblieben, die Preise gestalten sich jedoch deutlich höherwertiger. Der Wert des Superpreises liegt um 40.000 Euro.

## Einschaltquoten

### Neuauflage 2022
| Staffel | Folge | Datum (2022) | Zuschauer | Zuschauer       | Marktanteil | Marktanteil     | Quelle |
| Staffel | Folge | Datum (2022) | Gesamt    | 14 bis 49 Jahre | Gesamt      | 14 bis 49 Jahre | Quelle |
| ------- | ----- | ------------ | --------- | --------------- | ----------- | --------------- | ------ |
| 1       | 1     | 4. Mai       | 2,84 Mio. | 1,04 Mio.       | 11,3 %      | 17,1 %          | [ 16 ] |
| 1       | 2     | 8. Juni      | 2,26 Mio. | 0,78 Mio.       | 9,3 %       | 13,5 %          | [ 17 ] |
| 1       | 3     | 7. Dez.      | 1,43 Mio. | 0,44 Mio.       | –           | 7,8 %           | [ 18 ] |

| Staffel | Folge | Datum (2022 – 2024) | Zuschauer | Zuschauer       | Marktanteil | Marktanteil     | Quelle        |
| Staffel | Folge | Datum (2022 – 2024) | Gesamt    | 14 bis 49 Jahre | Gesamt      | 14 bis 49 Jahre | Quelle        |
| ------- | ----- | ------------------- | --------- | --------------- | ----------- | --------------- | ------------- |
| 2       | 1     | 9. Nov.             | 2,15 Mio. | 0,62 Mio.       | 8,2 %       | 9,5 %           | [ 19 ]        |
| 2       | 2     | 14. Juni            | 1,50 Mio. | 0,44 Mio.       | 7,0 %       | 9,8 %           | [ 20 ] [ 21 ] |
| 2       | 3     | 21. Juni            | 1,69 Mio. | 0,45 Mio.       | 8,2 %       | 10,6 %          | [ 22 ] [ 23 ] |
| 2       | 4     | 28. Juni            | 1,38 Mio. | 0,42 Mio.       | 6,3 %       | 10,0 %          | [ 24 ]        |
| 2       | 5     | 5. Juli             | 1,89 Mio. | 0,48 Mio.       | 8,4 %       | 10,7 %          | [ 25 ]        |
| 2       | 6     | 23. Mai             | 0,7 Mio.  | 0,26 Mio.       |             | 4,9 %           | [ 26 ] [ 27 ] |